# Champcella
 Champcella  es una comuna y población de Francia, en la región de Provenza-Alpes-Costa Azul, departamento de Altos Alpes, en el distrito de Briançon y cantón de L'Argentière-la-Bessée. Está integrada en la Communauté de communes du Pays des Écrins .

## Demografía
| 632 | 657 | 678 | 637 | 713 | 687 | 688 | 649 | 694 | 686 | 666 | 643 | 633 | 621 | 611 | 585 | 531 | 488 | 459 | 441 | 413 | 373 | 362 | 332 | 298 | 218 | 207 | 197 | 153 | 147 | 156 | 142 |
| Para los censos de 1962 a 1999 la población legal corresponde a la población sin duplicidades (Fuente: INSEE [Consultar]) |     |     |     |     |     |     |     |     |     |     |     |     |     |     |     |     |     |     |     |     |     |     |     |     |     |     |     |     |     |     |     |